# Komsomolsk (Ivanovská oblast)
Komsomolsk (rusky Комсомольск) je město v Ivanovské oblasti v Ruské federaci. Při sčítání lidu v roce 2010 měl přes osm tisíc obyvatel.

## Poloha a doprava
Komsomolsk leží na Uchtochmě, pravém přítoku Uvodě v povodí Kljazmy. Od Ivanova, správního střediska oblasti, je vzdálen přibližně pětatřicet kilometrů západně.
Z Ivanova vede do Komsomolsku lokální železniční trať, která zde končí.

## Dějiny
Komsomolsk vznikl v roce 1927 v souvislosti se zdejší výstavbou Ivanovské tepelné elektrárny. V roce 1931 získal status sídlo městského typu a v roce 1950 se stal městem. Je pojmenován po komunistické mládežnické organizaci Komsomol.